# 臨高語
臨高語，又稱臨高話，是海南島北部臨高人所使用的一種語言，屬於壯侗語系壯傣語支，使用人數約60萬。儘管臨高人被中华人民共和国政府認定为漢族人，但臨高話並非漢語的分支。

## 方言
臨高語一般分成東西兩种方言：
- 西部方言，又稱臨城土語、臨城話，主要分佈在臨高縣、儋州市東北和澄邁縣北端
- 東部方言，又稱瓊山土語、瓊山話，主要分佈在海口市西郊和南郊。臨高語的英语名称Ong Be来自琼山秀英乡、长流乡一带部分人的自称（长流话：[ʔɑŋ˧ɓe˧]，村人），最早来自法国人萨维纳神父的《萨维纳的临高语词汇》（Le Vocabulaire Bê de F. M. Savina）.

此外，吉兆話與臨高語有親緣關係，因而被部分学者視為臨高語的方言，分佈在廣東省吳川市覃巴鎮吉兆村，已極度瀕危

## 音系

### 辅音

#### 声母
|        |        | 唇音 | 齿龈音 | 龈腭音 | 软腭音 | 声门音 |
| ------ | ------ | ---- | ------ | ------ | ------ | ------ |
| 塞音   | 清音   | (p)  | t      |        | k      | ʔ      |
| 塞音   | 声门化 | ʔb   | ʔd     |        |        |        |
| 塞擦音 | 塞擦音 |      | ts     |        |        |        |
| 擦音   | 清音   | f    | s      | (ɕ)    | x      | h      |
| 擦音   | 浊音   | v    |        |        |        |        |
| 鼻音   | 鼻音   | m    | n      | ȵ      | ŋ      |        |
| 近音   | 近音   |      | l      | j      |        |        |

- [p]主要出现在韵尾。
- /s/和[ɕ]是自由变体。
- /f/在辛登驿方言中可实现为[pʰ]。

#### 韵尾
|      | 唇音 | 齿龈音 | 软腭音 | 声门音 |
| ---- | ---- | ------ | ------ | ------ |
| 塞音 | p    | t      | k      | ʔ      |
| 鼻音 | m    | n      | ŋ      |        |

### 元音
|        | 前元音 | 央元音 | 后元音 |
| ------ | ------ | ------ | ------ |
| 闭元音 | i      |        | u      |
| 中元音 | e      | ə      | o      |
| 中元音 | (ɛ)    | (ɐ)    | ɔ      |
| 开元音 | a      | a      |        |

- 词首位置的元音以[ʔ]为声母。
- 澄迈县和琼山区方言中有半开元音[ɛ]。
- 琼山区方言中还有次开央元音[ɐ]。[4]

## 历史
Liang (1997:16)认为临高人在约2500年前的战国时代经广东省雷州半岛迁徙至海南，不会早到3000年以前。Liang & Zhang (1996:21-25)也相信临高人在约2500年前的战国时代从雷州半岛迁徙到海南北部。

## 相关研究
- 梁敏 张均如 《临高语研究》，上海远东出版社，1997年.
- 刘剑三 《临高汉词典》，四川民族出版社，2000年.
- 辛世彪 “临高语海口长流方言”，《民族语文》2008年第2期，24-36页.

## 外部連結
- 臨高話 （页面存档备份，存于）